# Андреј Минаков
Андреј Дмитријевич Минаков (рус. Андрей Дмитриевич Минаков; Санкт Петербург, 17. март 2002) руски је пливач чија специјалност су спринтерске трке делфин стилом. Вишеструки је национални првак и рекордер, и први руски пливач који је трку на 100 метара делфин стилом у великом базену испливао за мање од 51 секунде.
У марту 2018. додељено му је највише спортско признање у Русији, звање Мајстора спорта међународне класе.

## Спортска каријера
Андреј је од раног детињства почео да се бави спортом, тенирајући још као шестогодишњи дечак алпско скијање, да би три године касније почео да тренира пливање. У жижу спортске јавности Русије долази након националног првенства 2017. у Саранску где је успео да освоји чак шест титула националног првака. Убрзо након тог првенства дебитовао је и на међународној сцени, прво на Европском олимпијском фестивалу младих где је победио у шест дисциплина, а потом и на светском јуниорском првенству у Индијанаполису.
Серију добрих резултата на јуниорским такмичењима наставио је и током 2018. године освајањем 5 златних медаља на европском јуниорском првенству у Хелсинкију и чак седам медаља (од чега шест златних) на Олимпијским играма младих у Буенос Ајресу.
Успешан деби на сениорским такмичењима имао је на светском првенству у корејском Квангџуу 2019. где је успео да освоји три меаље. Минаков је у Квангџуу освојио сребра у тркама на 100 делфин и 4×100 слободно, те бронзу у штафети 4×100 мешовито.